# NGC 5090
NGC 5090 ist eine Elliptische Galaxie mit aktivem Galaxienkern vom Hubble-Typ E2 im Sternbild Zentaur am Südsternhimmel. Sie ist schätzungsweise 145 Millionen Lichtjahre von der Milchstraße entfernt und hat einen Durchmesser von etwa 125.000 Lichtjahren. Die Galaxie bildet zusammen mit NGC 5091 ein wechselwirkendes Galaxienpaar. In NGC 5090 wurde zudem ein Radio-Jet (FRI-Radiogalaxie) mit der Benennung PKS 1318-43 identifiziert. In der Nähe von NGC 5090 befinden sich zwei weitere Galaxien, die die Bezeichnung PGC 46442 (NGC 5090A) und PGC 46528 (NGC 5090B) erhielten.
Das Objekt wurde am 3. Juni 1834 von dem britischen Astronomen John Herschel entdeckt, der bei der Beobachtung „pretty faint, round, 30 arcseconds. The third of four“ notierte. Die anderen Galaxien in dieser Gruppe sind NGC 5082, NGC 5086 und NGC 5091.